# Agelena chayu
Agelena chayu är en spindelart som beskrevs av Zhang, Zhu och Song 2005. Agelena chayu ingår i släktet Agelena och familjen trattspindlar. Inga underarter finns listade i Catalogue of Life.